# ルイス・マリン (1983年生のサッカー選手)
ルイス・マリン（Luis Antonio Marín Barahona、1983年5月18日 - ）は、チリの元サッカー選手。元チリ代表。ポジションはゴールキーパー。

## 経歴
2010年3月の親善試合でチリ代表デビュー。出場機会は無かったが、2010 FIFAワールドカップのメンバーにも選ばれた。2012年までに8試合に出場した。

## 代表歴

### 出場大会
- チリ代表
  - 2010 FIFAワールドカップ

### 試合数
- 国際Aマッチ 8試合 0得点（2010年-2012年）[1]

| チリ代表 | 国際Aマッチ | 国際Aマッチ |
| 年       | 出場        | 得点        |
| -------- | ----------- | ----------- |
| 2010     | 6           | 0           |
| 2011     | 1           | 0           |
| 2012     | 1           | 0           |
| 通算     | 8           | 0           |